# Кадваллон ап Эйнион
Кадва́ллон ап Эйнион (также Кадваллон Длиннорукий; валл. Cadwallon ap Einion или Cadwallon Lawhir; ок. 450— ок. 517 или 534) — король Гвинеда с 500 года.

## Биография
Кадваллон относится к числу полулегендарных правителей Гвинеда, отрывочная информация о которых сохранилась лишь в позднейших компиляциях и генеалогических списках.
Сын короля Эйниона, Кадваллон вступил на престол Гвинеда либо незадолго до, либо сразу после победы бриттов над англосаксами в битве на горе Бадон (ориентировочная дата которой находится в промежутке между 490 и 510 годами). Таким образом, его правление приходится на период относительного мира в Британии. Не сохранилось данных, говорящих о его участии в вышеупомянутой битве.
Однако военная деятельность Кадваллона ознаменована значительным достижением — под его руководством ирландские поселенцы были окончательно выбиты с острова Англси и этот, в будущем культурный и политический центр королевства, был присоединён к Гвинеду. Источники указывают в качестве итогового сражения ирландского населения острова с Кадваллоном битву при Керриг-и-Гвидил рядом с Тревдрайтом. К 517 году под властью ирландских оккупантов оставался лишь островок Холи, откуда те на лодках бежали на родину. Лишь их вождь Сериги отказался отступать. Он был убит в Ллам-и-Гвиделе. Валлийцы, пораженные храбростью героя, похоронили его с почестями, а позже над могилой построили церковь Лланбабо.
Прозвище Длиннорукий, по-видимому, отражало реальные физиологические особенности этого короля. Во всяком случае, народное предание запомнило его как обладателя необычайно длинных рук. По словам, приписываемым валлийскому поэту XIII века Иоло Красному (валл. Iolo Goch), Кадваллон: «… мог поднять камень с земли, чтобы убить ворона, не сгибая спины, так как длины его рук вполне хватало, чтобы достать до земли».
Захватив Инис Мон, Кадваллон постепенно стал переносить столицу из Бодисголлена (теперь деревня Лланрос, к юго-востоку от Лландидно) в Аберфрау. Кадваллон оставил после себя сына Майлгуна, первого короля Гвинеда, отмеченного в современном ему источнике — сочинении Гильды Премудрого «О погибели Британии».
Из труда Гильды также возник вопрос о преемнике Кадваллона. Генеалогические таблицы Гвинедской династии знают за последним Майлгуна, в то же время указанное сочинение говорит, что Майлгун занял трон, убив своего дядю. Никаких точных сведений о личности этого дяди нет, кроме того, многие специалисты скептически относятся к сообщению Гильды. Другие предполагают в этом наследнике брата Кадваллона, Оуайна Белозубого.